# Пітер Ентоні
Пітер Ентоні (англ. Peter Antonie, 11 травня 1958) — австралійський академічний веслувальник.
Олімпійський чемпіон 1992 року в складі парної двійки, учасник 1988, 1996 років.
Переможець Ігор Співдружності 1986 року в одиночці легкої ваги, срібний призер 1994 року в складі парної двійки.
Чемпіон світу 1986 року в одиночці легкої ваги, срібний призер 1977 (розпашна четвірка без стернового легкої ваги), 1983 (вісімка легкої ваги) років, бронзовий призер 1978 (розпашна четвірка без стернового легкої ваги), 1990 (парна двійка) років.